# Tour Carpe Diem
Tour Carpe Diem este un complex de birouri situat în cartierul de afaceri La Défense, la periferia capitalei franceze Paris, pe teritoriul municipiului Courbevoie.
Arhitectul acestui proiect este Robert A. M. Stern, care îi depășește în competiție pe Jacques Ferrier și Norman Foster.
Accentul principal este pus pe aspectele ecologice, estetice și practice, care leagă strada pentru a face din aceasta un loc plin de viață și comercial.
Clădirea, situată în centrul istoric al cartierului de afaceri La Défense, în spatele esplanadei și la marginea bulevardului urban, este formată dintr-o clădire de 166 de metri (înălțimea față de bulevardul circular) pentru birouri cu o suprafață netă de 47.100 m2. , inclusiv firme de catering de 310 m2 Are spațiu pentru mai mult de 3.000 de persoane.